# Danh sách giải thưởng và đề cử của Nữ hoàng băng giá (phim 2013)
Nữ hoàng băng giá là phim điện ảnh hoạt hình máy tính 3D năm 2013 của Mỹ do Walt Disney Animation Studios sản xuất và Walt Disney Pictures phát hành. Tác phẩm do Chris Buck và Jennifer Lee làm đạo diễn, Peter Del Vecho làm nhà sản xuất, ngoài ra Jennifer Lee cũng đảm nhiệm vai trò viết kịch bản. Cốt truyện phim kể về Anna, một nàng công chúa quyết tâm lên đường đi tìm chị gái của mình, công chúa Elsa, người sở hữu sức mạnh băng giá đã vô tình khiến vương quốc của họ chìm trong mùa đông vĩnh cửu.
Nữ hoàng băng giá khởi chiếu tại rạp El Capitan ở Hollywood, California, vào ngày 19 tháng 11 năm 2013, trước khi được phát hành rộng rãi vào ngày 27 tháng 11 tại hơn 3.700 rạp chiếu phim tại Hoa Kỳ và Canada. Trong tuần ra mắt bộ phim đứng thứ hai trên bảng xếp hạng với doanh thu 67 triệu USD. Tổng doanh thu toàn cầu của phim là trên 1,27 tỷ USD so với kinh phí sản xuất là 150 triệu USD. Tính đến  năm 2016, Nữ hoàng băng giá là phim điện ảnh hoạt hình có doanh thu cao nhất mọi thời đại và phim điện ảnh có doanh thu cao nhất năm 2013. Rotten Tomatoes, một hệ thống tổng hợp kết quả đánh giá, dựa trên 227 bài phê bình, cho biết có 89% các nhà phê bình đánh giá tác phẩm tích cực.
Nữ hoàng băng giá đã gặt hái nhiều giải thưởng và đề cử, phần lớn trong số đó là ở các hạng mục Ca khúc trong phim hay nhất (cho bài hát "Let It Go") và Phim hoạt hình hay nhất. Tại Lễ trao giải Quả cầu vàng lần thứ 71, tác phẩm đã nhận hai đề cử và giành chiến thắng ở hạng mục Phim hoạt hình hay nhất. Tại Lễ trao giải Annie lần thứ 41, Nữ hoàng băng giá, cùng với Lò đào tạo quái vật, dẫn đầu danh sách về số lượng đề cử với 10 đề cử mỗi phim. Phim tiếp tục giành năm giải Annie, trong đó có Phim hoạt hình hay nhất. Tại Lễ trao giải Oscar lần thứ 86, Nữ hoàng băng giá trở thành bộ phim đầu tiên của Walt Disney Animation Studios chiến thắng ở hạng mục Giải Oscar cho phim hoạt hình hay nhất, và ngoài ra còn đoạt giải Ca khúc trong phim hay nhất với bài hát "Let It Go". Nữ hoàng băng giá cũng giành giải BAFTA cho phim hoạt hình hay nhất và giải Lựa chọn của Nhà phê bình Điện ảnh cho cả hai hạng mục Phim hoạt hình hay nhất và Ca khúc trong phim hay nhất. Tại Lễ trao giải Grammy lần thứ 57, nhạc phim Nữ hoàng băng giá còn đoạt giải Tác phẩm âm nhạc biên soạn xuất sắc nhất cho phim ảnh và "Let It Go" thắng giải Ca khúc hay nhất viết cho phim ảnh. Hiệu ứng hình ảnh của phim được Cộng đồng Hiệu ứng hình ảnh ca ngợi khi tác phẩm giành chiến thắng áp đảo ở cả bốn hạng mục dành cho phim hoạt hình.

## Giải thưởng
| Giải thưởng                                            | Ngày trao giải       | Hạng mục                                                                  | Người/tác phẩm chiến thắng/đề cử                                                                               | Kết quả   | Chú thích            |
| ------------------------------------------------------ | -------------------- | ------------------------------------------------------------------------- | --- | --------- | -------------------- |
| Giải Oscar                                             | 2 tháng 3 năm 2014   | Phim hoạt hình hay nhất                                                   | Chris Buck, Jennifer Lee và Peter Del Vecho                                                                    | Đoạt giải | [ 12 ] [ 17 ]        |
| Giải Oscar                                             | 2 tháng 3 năm 2014   | Ca khúc trong phim hay nhất                                               | Kristen Anderson-Lopez và Robert Lopez cho ca khúc "Let It Go"                                                 | Đoạt giải | [ 12 ] [ 17 ]        |
| Hiệp hội các nhà phê bình phim người Mỹ gốc Phi        | 13 tháng 12 năm 2013 | Phim hoạt hình hay nhất                                                   | Nữ hoàng băng giá                                                                                              | Đoạt giải | [ 18 ]               |
| Liên minh các nữ nhà báo hoạt động về điện ảnh         | 19 tháng 12 năm 2013 | Phim hoạt hình hay nhất                                                   | Chris Buck và Jennifer Lee                                                                                     | Đề cử     | [ 19 ] [ 20 ]        |
| Liên minh các nữ nhà báo hoạt động về điện ảnh         | 19 tháng 12 năm 2013 | Nữ đạo diễn xuất sắc nhất                                                 | Jennifer Lee                                                                                                   | Đề cử     | [ 19 ] [ 20 ]        |
| Liên minh các nữ nhà báo hoạt động về điện ảnh         | 19 tháng 12 năm 2013 | Nữ biên kịch xuất sắc nhất                                                | Jennifer Lee                                                                                                   | Đề cử     | [ 19 ] [ 20 ]        |
| Liên minh các nữ nhà báo hoạt động về điện ảnh         | 19 tháng 12 năm 2013 | Nhân vật hoạt hình nữ xuất sắc nhất                                       | Anna (Kristen Bell)                                                                                            | Đoạt giải | [ 19 ] [ 20 ]        |
| Liên minh các nữ nhà báo hoạt động về điện ảnh         | 19 tháng 12 năm 2013 | Nhân vật hoạt hình nữ xuất sắc nhất                                       | Elsa (Idina Menzel)                                                                                            | Đề cử     | [ 19 ] [ 20 ]        |
| Các nhà biên tập điện ảnh Hoa Kỳ                       | 7 tháng 2 năm 2014   | Dựng phim hoạt hình xuất sắc nhất                                         | Jeff Draheim                                                                                                   | Đoạt giải | [ 21 ] [ 22 ]        |
| Giải Annie                                             | 1 tháng 2 năm 2014   | Phim hoạt hình hay nhất                                                   | Nữ hoàng băng giá                                                                                              | Đoạt giải | [ 10 ] [ 23 ]        |
| Giải Annie                                             | 1 tháng 2 năm 2014   | Hoạt hình nhân vật trong một tác phẩm phim hoạt hình chiếu rạp            | Tony Smeed | Đề cử     | [ 10 ] [ 23 ]        |
| Giải Annie                                             | 1 tháng 2 năm 2014   | Thiết kế nhân vật trong một tác phẩm phim hoạt hình chiếu rạp             | Bill Schwab | Đề cử     | [ 10 ] [ 23 ]        |
| Giải Annie                                             | 1 tháng 2 năm 2014   | Đạo diễn phim hoạt hình chiếu rạp                                         | Chris Buck, Jennifer Lee                                                                                       | Đoạt giải | [ 10 ] [ 23 ]        |
| Giải Annie                                             | 1 tháng 2 năm 2014   | Nhạc phim trong tác phẩm phim hoạt hình chiếu rạp                         | Robert Lopez, Kristen Anderson-Lopez, Christophe Beck                                                          | Đoạt giải | [ 10 ] [ 23 ]        |
| Giải Annie                                             | 1 tháng 2 năm 2014   | Thiết kế sản xuất trong tác phẩm phim hoạt hình chiếu rạp                 | Michael Giaimo, Lisa Keene, David Womersley                                                                    | Đoạt giải | [ 10 ] [ 23 ]        |
| Giải Annie                                             | 1 tháng 2 năm 2014   | Thiết kế storyboard trong tác phẩm phim hoạt hình chiếu rạp               | John Ripa | Đề cử     | [ 10 ] [ 23 ]        |
| Giải Annie                                             | 1 tháng 2 năm 2014   | Diễn viên lồng tiếng trong tác phẩm phim hoạt hình chiếu rạp              | Josh Gad | Đoạt giải | [ 10 ] [ 23 ]        |
| Giải Annie                                             | 1 tháng 2 năm 2014   | Kịch bản phim hoạt hình chiếu rạp                                         | Jennifer Lee                                                                                                   | Đề cử     | [ 10 ] [ 23 ]        |
| Giải Annie                                             | 1 tháng 2 năm 2014   | Dựng phim trong phim hoạt hình chiếu rạp                                  | Jeff Draheim                                                                                                   | Đề cử     | [ 10 ] [ 23 ]        |
| Hiệp hội các nhà phê bình phim Austin                  | 17 tháng 12 năm 2013 | Phim hoạt hình hay nhất                                                   | Nữ hoàng băng giá                                                                                              | Đoạt giải | [ 24 ]               |
| Hội phê bình phim Boston                               | 8 tháng 12 năm 2013  | Phim hoạt hình hay nhất                                                   | Nữ hoàng băng giá                                                                                              | Á quân    | [ 25 ]               |
| Giải Điện ảnh Viện Hàn lâm Anh quốc                    | 16 tháng 2 năm 2014  | Phim hoạt hình hay nhất                                                   | Chris Buck và Jennifer Lee                                                                                     | Đoạt giải | [ 13 ]               |
| Giải Điện ảnh Viện Hàn lâm thiếu nhi Anh quốc          | 23 tháng 11 năm 2014 | Giải lựa chọn của thiếu nhi BAFTA                                         | Nữ hoàng băng giá                                                                                              | Đoạt giải | [ 26 ]               |
| Giải Điện ảnh Viện Hàn lâm thiếu nhi Anh quốc          | 23 tháng 11 năm 2014 | Phim hoạt hình của thiếu nhi                                              | Nữ hoàng băng giá                                                                                              | Đề cử     | [ 26 ]               |
| Hiệp hội Tuyển vai Mỹ                                  | 22 tháng 1 năm 2015  | Phim điện ảnh – Hoạt hình                                                 | Nữ hoàng băng giá                                                                                              | Đoạt giải | [ 27 ] [ 28 ]        |
| Hiệp hội các nhà phê bình phim Chicago                 | 16 tháng 12 năm 2013 | Phim hoạt hình hay nhất                                                   | Nữ hoàng băng giá                                                                                              | Đề cử     | [ 29 ]               |
| Giải Hiệp hội Cinema Audio                             | 22 tháng 2 năm 2014  | Thành tựu xuất sắc trong hòa âm cho tác phẩm điện ảnh – Hoạt hình         | Gabriel Guy, David E. Fluhr, Casey Stone, Mary Jo Lang                                                         | Đoạt giải | [ 30 ]               |
| Giải Lựa chọn của nhà phê bình                         | 16 tháng 1 năm 2014  | Phim hoạt hình hay nhất                                                   | Nữ hoàng băng giá                                                                                              | Đoạt giải | [ 14 ]               |
| Giải Lựa chọn của nhà phê bình                         | 16 tháng 1 năm 2014  | Ca khúc trong phim hay nhất                                               | Kristen Anderson-Lopez và Robert Lopez cho "Let It Go"                                                         | Đoạt giải | [ 14 ]               |
| Hiệp hội các nhà phê bình phim Dallas-Fort Worth       | 16 tháng 12 năm 2013 | Phim hoạt hình hay nhất                                                   | Nữ hoàng băng giá                                                                                              | Đoạt giải | [ 31 ]               |
| Giải Dorian                                            | 21 tháng 2 năm 2014  | Tác phẩm ấn tượng về mặt hình ảnh của năm                                 | Nữ hoàng băng giá                                                                                              | Đề cử     | [ 32 ]               |
| Liên hoan phim quốc tế Dubai                           | 13 tháng 12 năm 2013 | Giải sự lựa chọn của người xem Emirates NBD                               | Chris Buck và Jennifer Lee                                                                                     | Đoạt giải | [ 33 ]               |
| Giới các nhà phê bình phim Florida                     | 18 tháng 12 năm 2013 | Phim hoạt hình hay nhất                                                   | Nữ hoàng băng giá                                                                                              | Đoạt giải | [ 34 ]               |
| Giải Quả cầu vàng                                      | 12 tháng 1 năm 2014  | Phim hoạt hình hay nhất                                                   | Nữ hoàng băng giá                                                                                              | Đoạt giải | [ 7 ] [ 8 ]          |
| Giải Quả cầu vàng                                      | 12 tháng 1 năm 2014  | Ca khúc trong phim hay nhất - Phim chiếu rạp                              | "Let It Go" Robert Lopez và Kristen Anderson-Lopez                                                             | Đoạt giải | [ 7 ] [ 8 ]          |
| Giải Grammy                                            | 8 tháng 2 năm 2015   | Ca khúc hay nhất viết cho phim ảnh                                        | Kristen Anderson-Lopez và Robert Lopez cho "Let It Go"                                                         | Đoạt giải | [ 15 ] [ 35 ] [ 36 ] |
| Giải Grammy                                            | 8 tháng 2 năm 2015   | Nhạc nền hay nhất cho phim ảnh                                            | Christophe Beck                                                                                                | Đề cử     | [ 15 ] [ 35 ] [ 36 ] |
| Giải Grammy                                            | 8 tháng 2 năm 2015   | Tác phẩm âm nhạc biên soạn xuất sắc nhất cho phim ảnh                     | Nữ hoàng băng giá                                                                                              | Đoạt giải | [ 15 ] [ 35 ] [ 36 ] |
| Giải Cà chua vàng                                      | 9 tháng 1 năm 2014   | Phim hoạt hình hay nhất                                                   | Nữ hoàng băng giá                                                                                              | Đoạt giải | [ 37 ]               |
| Cộng đồng các nhà phê bình phim Houston                | 15 tháng 12 năm 2013 | Phim hoạt hình hay nhất                                                   | Nữ hoàng băng giá                                                                                              | Đoạt giải | [ 38 ] [ 39 ]        |
| Cộng đồng các nhà phê bình phim Houston                | 15 tháng 12 năm 2013 | Ca khúc trong phim hay nhất                                               | "Let It Go" Robert Lopez và Kristen Anderson-Lopez                                                             | Đề cử     | [ 38 ] [ 39 ]        |
| Giải Hugo                                              | 17 tháng 8 năm 2014  | Trình bày ca kịch xuất sắc nhất (Dạng dài)                                | Nữ hoàng băng giá                                                                                              | Đề cử     | [ 40 ] [ 41 ]        |
| Giải Kids' Choice                                      | 29 tháng 3 năm 2014  | Phim điện ảnh hoạt hình yêu thích                                         | Nữ hoàng băng giá                                                                                              | Đoạt giải | [ 42 ]               |
| Các nhà biên tập âm thanh điện ảnh                     | 16 tháng 2 năm 2014  | Biên tập âm thanh trong một phim điện ảnh hoạt hình xuất sắc nhất         | Nữ hoàng băng giá                                                                                              | Đề cử     | [ 43 ] [ 44 ]        |
| Các nhà biên tập âm thanh điện ảnh                     | 16 tháng 2 năm 2014  | Biên tập âm thanh – âm nhạc trong một phim điện ảnh ca nhạc xuất sắc nhất | Nữ hoàng băng giá                                                                                              | Đoạt giải | [ 43 ] [ 44 ]        |
| Hội phê bình phim New York                             | 3 tháng 12 năm 2013  | Phim hoạt hình hay nhất                                                   | Nữ hoàng băng giá                                                                                              | Á quân    | [ 45 ]               |
| Hội phê bình phim trực tuyến                           | 16 tháng 12 năm 2013 | Phim hoạt hình hay nhất                                                   | Nữ hoàng băng giá                                                                                              | Đề cử     | [ 46 ]               |
| Giải People's Choice                                   | 8 tháng 1 năm 2014   | Phim điện ảnh cuối năm yêu thích                                          | Nữ hoàng băng giá                                                                                              | Đề cử     | [ 47 ]               |
| Giải Nghiệp đoàn nhà sản xuất Mỹ                       | 19 tháng 1 năm 2014  | Nhà sản xuất của phim hoạt hình chiếu rạp nổi bật                         | Peter Del Vecho                                                                                                | Đoạt giải | [ 48 ]               |
| Cộng đồng các nhà phê bình phim San Diego              | 11 tháng 12 năm 2013 | Phim hoạt hình hay nhất                                                   | Nữ hoàng băng giá                                                                                              | Đề cử     | [ 49 ]               |
| Giới các nhà phê bình phim San Francisco               | 15 tháng 12 năm 2013 | Phim hoạt hình hay nhất                                                   | Nữ hoàng băng giá                                                                                              | Đoạt giải | [ 50 ]               |
| Giải Satellite                                         | 23 tháng 2 năm 2014  | Phim hoạt hình hoặc sản phẩm truyền thông hỗn hợp xuất sắc nhất           | Nữ hoàng băng giá                                                                                              | Đề cử     | [ 51 ]               |
| Giải Satellite                                         | 23 tháng 2 năm 2014  | Ca khúc trong phim hay nhất                                               | Kristen Anderson-Lopez và Robert Lopez cho "Let It Go"                                                         | Đề cử     | [ 51 ]               |
| Giải Sao Thổ                                           | 26 tháng 6 năm 2014  | Phim hoạt hình                                                            | Nữ hoàng băng giá                                                                                              | Đoạt giải | [ 52 ] [ 53 ]        |
| Giải Sao Thổ                                           | 26 tháng 6 năm 2014  | Kịch bản                                                                  | Jennifer Lee                                                                                                   | Đề cử     | [ 52 ] [ 53 ]        |
| Hiệp hội các nhà phê bình phim St. Louis Gateway       | 16 tháng 12 năm 2013 | Phim hoạt hình hay nhất                                                   | Nữ hoàng băng giá                                                                                              | Đoạt giải | [ 54 ]               |
| Hiệp hội các nhà phê bình phim St. Louis Gateway       | 16 tháng 12 năm 2013 | Nhạc phim hay nhất                                                        | Nữ hoàng băng giá                                                                                              | Á quân    | [ 54 ]               |
| Hiệp hội phê bình phim Toronto                         | 17 tháng 12 năm 2013 | Phim hoạt hình hay nhất                                                   | Nữ hoàng băng giá                                                                                              | Á quân    | [ 55 ]               |
| Giải Cộng đồng Hiệu ứng hình ảnh                       | 12 tháng 2 năm 2014  | Hoạt hình nổi bật trong một phim điện ảnh hoạt hình                       | Chris Buck, Jennifer Lee, Peter Del Vecho và Lino Di Salvo                                                     | Đoạt giải | [ 16 ]               |
| Giải Cộng đồng Hiệu ứng hình ảnh                       | 12 tháng 2 năm 2014  | Nhân vật hoạt hình nổi bật trong một phim điện ảnh hoạt hình              | Đưa hình ảnh Nữ hoàng băng giá vào cuộc sống (Alexander Alvarado, Joy Johnson, Chad Stubblefield, Wayne Unten) | Đoạt giải | [ 16 ]               |
| Giải Cộng đồng Hiệu ứng hình ảnh                       | 12 tháng 2 năm 2014  | Môi trường được sáng tạo nổi bật trong một phim điện ảnh hoạt hình        | Cung điện băng của Elsa (Virgilio John Aquino, Alessandro Jacomini, Lance Summers, David Womersley)            | Đoạt giải | [ 16 ]               |
| Giải Cộng đồng Hiệu ứng hình ảnh                       | 12 tháng 2 năm 2014  | Hoạt hình FX và mô phỏng nổi bật trong một phim điện ảnh hoạt hình        | Trận bão tuyết của Elsa (Eric W. Araujo, Marc Bryant, Dong Joo Byun, Tim Molinder)                             | Đoạt giải | [ 16 ]               |
| Hiệp hội các nhà phê bình phim khu vực Washington D.C. | 9 tháng 12 năm 2013  | Phim hoạt hình hay nhất                                                   | Nữ hoàng băng giá                                                                                              | Đoạt giải | [ 56 ] [ 57 ]        |
| Hiệp hội các nhà phê bình phim khu vực Washington D.C. | 9 tháng 12 năm 2013  | Nhạc phim hay nhất                                                        | Christophe Beck                                                                                                | Đề cử     | [ 56 ] [ 57 ]        |
| Giới các nhà nữ phê bình phim                          | 16 tháng 12 năm 2013 | Các nữ nhân vật hoạt hình xuất sắc nhất                                   | Nữ hoàng băng giá                                                                                              | Đoạt giải | [ 58 ]               |